# Goniurosaurus splendens
Goniurosaurus splendens (japanisch オビトカゲモドキ Obi-Tokagemodoki) ist eine Lidgeckoart aus der Gattung Goniurosaurus, die auf der japanischen Insel Tokunoshima verbreitet ist und als stark gefährdet eingestuft wird.

## Merkmale
Goniurosaurus splendens

Link zum Bild

Goniurosaurus splendens hat einen schlanken Körper. Die dorsalen Tuberkel sind glatt oder schwach gekielt, zudem sind 22 bis 29 paravertebrale Tuberkel vorhanden. Die Ventralia (Bauchschuppen) sind flach und breit. Im Gegensatz zu einigen anderen Arten fehlen Poren vor der Kloake. Goniurosaurus splendens hat zwischen Nacken und Schwanzansatz drei statt wie bei den meisten Goniurosaurus-Arten vier Querbänder auf dem Rücken.

## Lebensweise
Die Tiere ernähren sich vermutlich von kleinen Wirbellosen wie Regenwürmern und Insektenlarven.
Weibchen legen Gelege aus bis zu zwei Eiern. Bei in Gefangenschaft gehaltenen Tieren wurden drei Gelege pro Saison gezählt.

## Verbreitung und Lebensraum

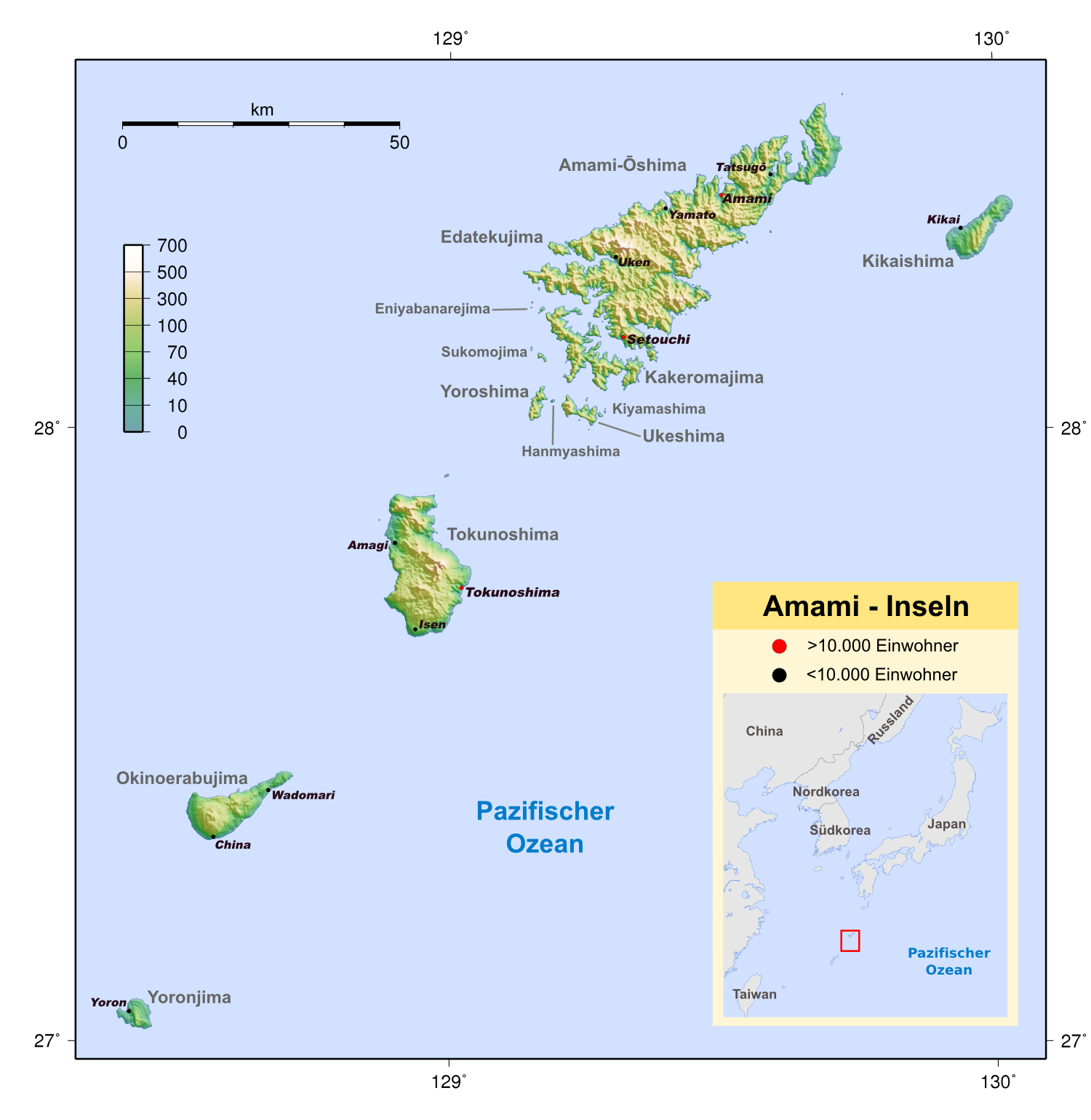
Lage von Tokunoshima innerhalb der Amami-Inseln und Japan

Die Art ist auf der japanischen Insel Tokunoshima endemisch, d. h. ausschließlich dort verbreitet. Die Insel hat eine Gesamtfläche von 248 km² und gehört zur Amami-Gruppe, die im Norden der Ryūkyū-Inseln liegt. Goniurosaurus splendens lebt dort auf Hügeln in immergrünen Laubwäldern und älteren Sekundärwäldern und kann auch in angrenzenden Landwirtschaftsflächen und Ortschaften gefunden werden.

## Bedrohungen und Schutzmaßnahmen
Die Weltnaturschutzunion (IUCN) stuft die Art wegen ihres kleinen Verbreitungsgebiets als stark gefährdet ein und auch auf der nationalen Roten Liste gefährdeter Reptilien Japans wird sie als stark gefährdet klassifiziert. Der Lebensraum der Reptilien ist durch Abholzung, landwirtschaftliche Entwicklungen und den Straßenbau zurückgegangen und fragmentiert worden. Die Art kommt an drei Orten auf der Insel vor. Möglicherweise wird sie zudem illegal für den internationalen Tierhandel gesammelt.
In der der Insel übergeordneten Präfektur Kagoshima ist die Art als Naturdenkmal ausgewiesen. Sie zu fangen ist verboten.

## Taxonomie
Die Art wurde 1959 von Kenji Nakamura und Shun-Ichi Uéno als Eublepharis splendens erstbeschrieben. Typuslokalität ist eine Kalksteinhöhle „Jinde-gumui“ in Kametsu. Der Holotyp befindet sich im Zoologischen Institut der Universität Kyōto. Zwischenzeitlich wurde die Art als Unterart des Okinawa-Krallengeckos (Goniurosaurus kuroiwae) angesehen. Dieser ist auf der südlich an die Amami-Inseln angrenzenden Okinawa-Inselgruppe verbreitet. Nach phylogenetischer Untersuchung des Artenkomplexes trennte sich Goniurosaurus splendens vor schätzungsweise 14,5 Millionen Jahren von den auf den Okinawa-Inseln verbreiteten Artgenossen ab.